# Phyllocnistis drimiphaga
Phyllocnistis drimiphaga là một loài loài bướm thuộc họ Gracillariidae. 
Chúng được tìm thấy trong các khu rừng phủ mây trên 2000 m ở Cordillera de Talamanca và vùng miền trung Volcanic Conservation ở Costa Rica.

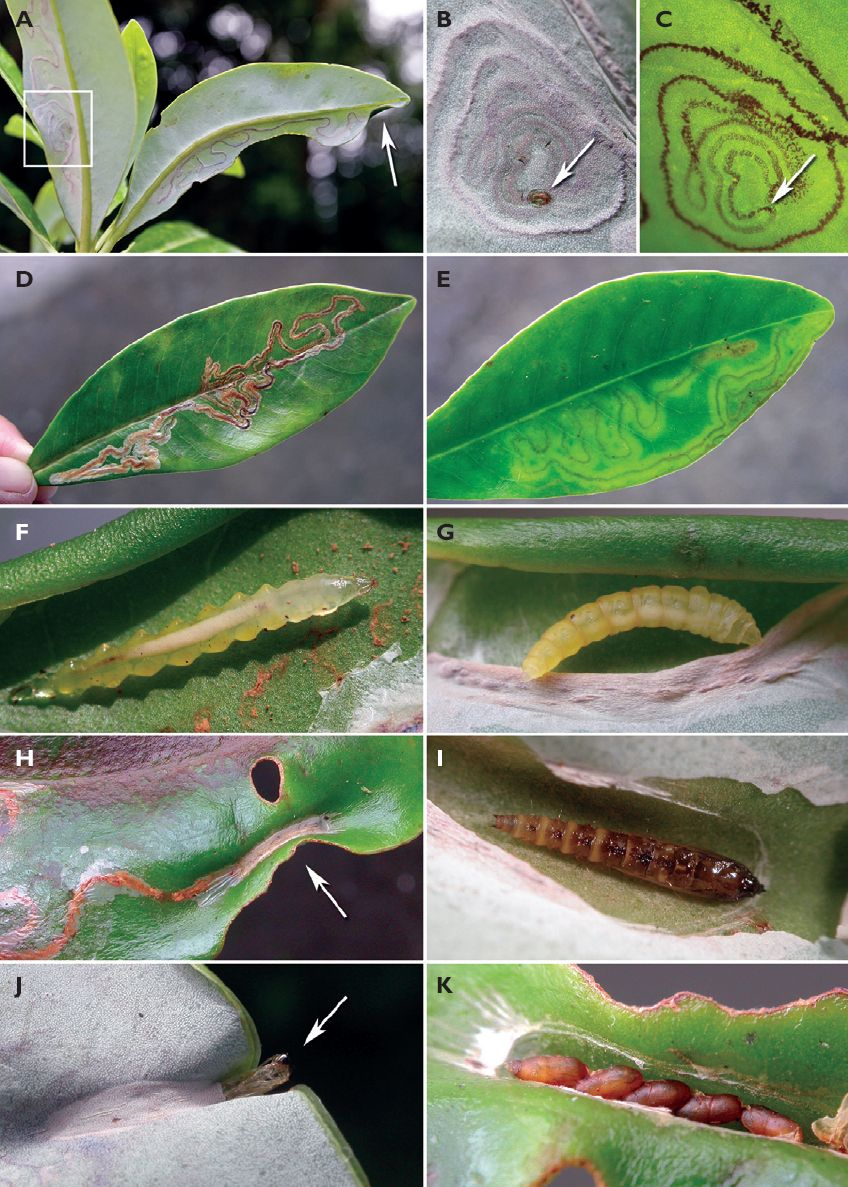

Chiều dài cánh trước là 2.9-3.5 mm. Ấu trùng ăn các loài Drimys granadensis.